# Heidenreich Matthias Droste zu Vischering
Heidenreich Matthias Droste zu Vischering (* 13. Dezember 1699 im Wasserschloss Darfeld; † 24. Dezember 1739 in Osnabrück) war Kapitelsvikar und Geheimer Rat.

## Leben

### Herkunft und Familie
Als Sohn der Eheleute Christoph Heidenreich Droste zu Vischering und Klara Brigitta von Galen zu Assen entstammte Heidenreich Matthias Droste zu Vischering einer der ältesten und bedeutsamsten westfälischen Adelsfamilien. Sein Bruder Maximilian Heidenreich (1684–1751) war Amtsdroste und Geheimer Rat, sein Zwillingsbruder Adolf Heidenreich Domherr in Münster.

### Beruflicher Werdegang
Am 31. März 1714 erhielt Heidenreich Matthias mit der Weihe die Tonsur und studierte von 1716 bis 1721 am Collegium Germanicum in Rom und danach für ein Vierteljahr in Siena. 	
Nachdem sein Onkel Heidenreich Ludwig im Jahre 1721 resignierte, erhielt er durch päpstliche Provision die Dompräbende in Osnabrück, wo er auch am 11. März 1724 zum Subdiakon geweiht wurde. 
Im Jahre 1728 war er Kapitelsvikar während der Sedisvakanz und am 20. September des folgenden Jahres Offizial.
Im Jahre 1735 zog Heidenreich Matthias nach Bonn und wurde hier Extra-Conferential-Regierungs-Rat.
1736 erhielt er in Münster eine Dompräbende, weil sein Vorgänger aus dem Amt geschieden war.
Heidenreich Matthias war auch als Kaplan in Hilter und Dissen eingesetzt.